# Платонівський провулок
Плато́нівський прову́лок — провулок у Солом'янському районі міста Києва, місцевість Солом'янка. Пролягає від вулиці Патріарха Мстислава Скрипника до кінця забудови.

## Історія
Провулок виник в 10-х роках XX століття під сучасною назвою, на честь митрополита Київського Платона (Городецького). 
За адресою Платонівський провулок, 3 знаходиться будівля середня загальноосвітня школа № 7 ім. М. Рильського. Ця старовинна будівля була споруджена у 1900-х роках як початкова школа для дітей залізничників. У 1920-х роках у вечірній школі, що розташовувалася в цій же будівлі, вчителював поет Максим Рильський, ім'ям якого й названа нині школа.

## Установи та заклади
- Середня загальноосвітня школа № 7 ім. М. Рильського з поглибленим вивченням англійської мови (буд. № 3)